# Ioan Ferenț
Ioan Ferenț (Dormánfalva, 1886 – Butea, 1933. augusztus 3.) csángó katolikus pap, történész.

## Élete
A jászvásári katolikus papneveldében végzett teológiát. Utána Fribourgban tanult tovább. Hazatérve Jászvásárra teológiai tanár és katedrális vikárius lett. Püspökké jelölték, de nem vállalta el.
Inkább Domafalva plébánosaként dolgozott, ahonnan filiáit, a szomszédos Miklósfalvát (Miclăușeni) és Buteát is igazgatta. Nagyszerű könyvtárat rendezett be magának, s itt írta cikkeit, tanulmányait Moldva régmúltjáról, a moldvai katolikus élet kezdeteiről. Ezek jórészt a balázsfalvi Unirea kiadó kevéssé ismert folyóirataiban jelentek meg románul.

## Művei magyarul
A kunok és püspökségük („Cumanii și episcopia lor”), fordította Domokos Pál Péter, Budapest, Szent István Társulat, 1981.